# Hilary Green
Hilary Green (29 dicembre 1951) è un'ex danzatrice su ghiaccio britannica.
Con il suo partner Glyn Watts ha partecipato ai Giochi olimpici invernali 1976.

## Palmarès
| Internazionali            | Internazionali | Internazionali | Internazionali | Internazionali | Internazionali | Internazionali | Internazionali |
| Evento                    | 1969–70        | 1970–71        | 1971–72        | 1972–73        | 1973–74        | 1974–75        | 1975–76        |
| ------------------------- | -------------- | -------------- | -------------- | -------------- | -------------- | -------------- | -------------- |
| Giochi olimpici invernali |                |                |                |                |                |                | 7°             |
| Campionati mondiali       |                | 7°             | 6°             | 3°             | 2°             | 3°             |                |
| Campionati europei        | 7°             | 7°             | 4°             | 3°             | 2°             | 2°             | 5°             |
| Skate Canada              |                |                |                |                | 1°             |                |                |
| Nazionali                 |                |                |                |                |                |                |                |
| Campionati britannici     |                |                |                | 3°             | 2°             | 2°             | 1°             |